# Janja
Janja är en ort i Bosnien och Hercegovina.   Den ligger i entiteten Republika Srpska, i den östra delen av landet, 110 km nordost om huvudstaden Sarajevo. Janja ligger 105 meter över havet och antalet invånare är 5 544.
Terrängen runt Janja är huvudsakligen platt, men åt sydost är den kuperad. Närmaste större samhälle är Bijeljina, 10,7 km norr om Janja.
Trakten runt Janja består till största delen av jordbruksmark. Runt Janja är det ganska tätbefolkat, med 96 invånare per kvadratkilometer.